# Missförstå mig rätt
Missförstå mig rätt är en komediserie i regi av Henrik von Sydow. Serien sändes i fem avsnitt i TV2 27 oktober–24 november 1991.

## Avsnitt
| Avsnitt | Namn                           | Sändningsdatum   |
| ------- | ------------------------------ | ---------------- |
| 1       | Farbror Leo är ingen man       | 27 oktober 1991  |
| 2       | Känn er som hemma              | 3 november 1991  |
| 3       | Doktorn går i mål              | 10 november 1991 |
| 4       | Det var butlern som gjorde det | 17 november 1991 |
| 5       | Anfall är bästa försvar        | 24 november 1991 |